# 拉斯塔德 (明尼蘇達州)
拉斯塔德（英語：Rustad）是位於美國明尼蘇達州克萊縣的一個非建制地區。

## 歷史
拉斯塔德原名為庫爾茨（Kurtz），1907年改為現稱。拉斯塔德的郵局於1891年成立，其後於1954年停運。此地得名自當地的早期商人塞繆爾·拉斯塔德（Samuel Rustad）。

## 地理
拉斯塔德所處的海拔為高於海平面278米（即912英呎），而該地所採用的時區為UTC-6，即北美中部時區（CST）。同時該地設有夏令時間，為UTC-6調快一小時，即UTC-5（CDT）。